# 立岩ダム
立岩ダム（たていわダム）は、広島県山県郡安芸太田町打梨にある、一級河川・太田川本川最上流部に建設されたダムである。
中国電力株式会社が管理する発電専用ダムであり、堤高67.4mの重力式コンクリートダムで太田川本流に建設されたダムとしては最も高い。滝山川の王泊ダム、柴木川の樽床ダムと共に「太田川三ダム」と総称されている。戦前に完成したダムとしては全国で七番目に高かったことから、土木学会による選奨土木遺産～重要な土木構造物2000選～に選定されている。ダムによって形成された人造湖は竜神湖（りゅうじんこ）と呼ばれ、安芸太田町から廿日市市にまたがる。

## 沿革
全国各地で行われた水力発電開発は大正時代に入ると本格的なダム式発電所による発電所建設へと比重が移行していった。中国地方でも既に広島県の帝釈峡地点で帝釈川ダム（高梁川水系帝釈川、重力式コンクリートダム、62.5m）が建設されていたが、昭和に入ると太田川水系にもその波が押し寄せた。1935年（昭和10年）には滝山川に王泊ダムが建設されていたが、太田川本川にも発電専用ダム建設の計画が立てられた。こうして太田川最上流部に立岩ダムの建設が始まり、1939年（昭和14年）に完成した。

## ダムの目的
ダムの型式は重力式コンクリートダム、高さは67.4mであり戦前では7番目に高いダムであった。ダムに付設する打梨発電所は最大出力23,600kWを有する。又本川下流には鱒溜ダム（ますだまりダム、重力式コンクリートダム、19.2m）が同年に完成し、付設する土居発電所は最大出力が8,000kWである。この時期は戦時体制に入りつつあり、電力の国家統制策が政府によって推進されていたがダム完成後に管理・運営は日本発送電株式会社の手に委ねられる様になった。
しかし敗戦後連合国軍最高司令官総司令部（GHQ）によって過度経済力集中排除法に指定された日本発送電は1950年（昭和25年）に分割・民営化された。この時中国地方の発電・送電・配電は中国電力株式会社の管掌となり、ダムの管理も中国電力に移管され現在に至る。太田川の電源開発はその後1957年（昭和32年）に王泊ダム嵩上げ事業と樽床ダムが完成し、やがて中国地方の水力発電所では第2位の出力を誇る南原発電所（南原ダム・明神ダム）へと繋がっていく。立岩・王泊・樽床の3ダムは「太田川3ダム」とも呼ばれ、太田川水系を代表するダムとなった。